# من هنوز اینجا هستم
من هنوز اینجا هستم (انگلیسی: I'm Still Here) یک فیلم در ژانر مستندنما به کارگردانی کیسی افلک است که در سال ۲۰۱۰ منتشر شد.

## بازیگران
- واکین فینیکس
- کیسی افلک
- شان کامز
- بن استیلر
- مس دف
- ادوارد جیمز آلموس
- جک نیکلسون
- بروس ویلیس
- بیلی کریستال
- کونان اوبراین
- دنی دویتو
- دنی گلاور
- دیوید لترمن
- جیمی فاکس
- ناتالی پورتمن
- رابین رایت
- شان پن
- ادی راوز
- هیو گرانت